# Acanthocinus tethys
Acanthocinus tethys es una especie de escarabajo longicornio del género Acanthocinus, tribu Acanthocinini, subfamilia Lamiinae. Fue descrita científicamente por Z. Wang en 2003.
La especie se mantiene activa durante el mes de julio.

## Descripción
Mide 11 milímetros de longitud.

## Distribución
Se distribuye por China.